# Жолоб (пристрій)

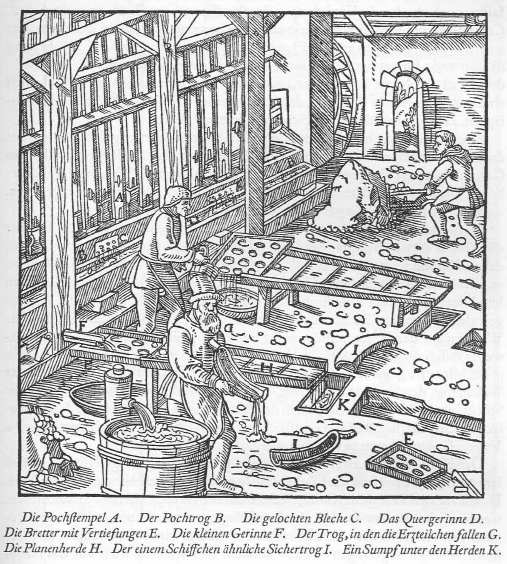
Промивні жолоби — рисунок з праці Георга Агріколи De Re Metallica (1556).

Гірничий жолоб — транспортний і промивний пристрій — рисунок з праці Георга Агріколи De Re Metallica (1556).

Жолоб (рос. желоб, англ. chute, shoot, trough, нім. Rutsche f, Rinne f, Gerinne f) — у гірництві — самопливний транспортний пристрій у вигляді русла, встановленого під нахилом для переміщення сипкої маси або пульпи.
Жолоби — розповсюджений засіб промивання руд у давнину. Про це пише в книзі «De Re Metallica» Георга Агріколи (1556 р.). Він розрізняє декілька конструкцій жолобів, зокрема герд, планенгерд, шлемграбен.